# The Love Movement
The Love Movement (с англ. — «Любовное движение») — пятый студийный альбом американской хип-хоп-группы A Tribe Called Quest, выпущенный 29 сентября 1998 года на лейбле Jive Records. Последний диск группы, изданный при жизни Phife Dawg. Является концептуальным альбомом, исследующим тему любви и сохранившим минималистичное звучание предыдущей записи Beats, Rhymes and Life. Главным продюсером выступил коллектив The Ummah.
The Love Movement достиг 3-го места в чартах Billboard 200 и Top R&B/Hip-Hop Albums, а также получил золотую сертификацию Американской ассоциации звукозаписывающих компаний 1 ноября 1998 года. За месяц до выхода альбома группа объявила о роспуске.

## Предыстория
Предпосылки к созданию The Love Movement имели место в 1997 году, когда Q-Tip сделал бит для альбома Life After Death Кристофера Уоллеса, более известного как The Notorious B.I.G.. Уоллесу понравился бит, но к тому времени работа над Life After Death была завершена, поэтому бит не пригодился. В итоге он использовался для песни «The Love» из The Love Movement.
Изначально выпуск альбома планировался на май 1998 года. Однако за несколько месяцев до этого, 7 февраля, пожар в домашней студии Q-Tip уничтожил всё его собрание записей и компьютер, содержавший многие неизданные песни группы, в том числе наработки с Джей Ди. Выход альбома был отложен до сентября того же года. За месяц до его выпуска группа сообщила о распаде.

## Музыка и тематика текстов
The Love Movement представляет собой продолжение минималистичного навеянного ритм-энд-блюзом и джазом звучания, созданного The Ummah для предыдущего альбома Beats, Rhymes and Life. Диск содержит инструментальную композицию «4 Moms», в которой присутствует гитарное соло Чалмерса Алфорда. Главной лирической темой альбома является любовь, при этом отмечалось, что Q-Tip и Phife Dawg выдали «зрелые», «утончённые» и «непринуждённые» рифмы. По мнению обозревателей, приглашённые рэперы добавили альбому «более живое» звучание, поскольку он критиковался за «некоторую монотонность».

## Восприятие
| Оценки критиков               | Оценки критиков |
| Источник                      | Оценка          |
| ----------------------------- | --------------- |
| AllMusic                      | [ 6 ]           |
| Encyclopedia of Popular Music | [ 8 ]           |
| Entertainment Weekly          | B+              |
| NME                           | 7/10            |
| Rolling Stone                 | [ 7 ]           |
| The Source                    | 3,5/5           |
| Spin                          | 4/10            |
| Tom Hull – on the Web         | B+ ()           |
| The Village Voice             | [ 14 ]          |

The Love Movement достиг 3-го места в чартах Billboard 200 и Top R&B/Hip-Hop Albums. 1 ноября 1998 года диск получил золотую сертификацию Американской ассоциации звукозаписывающих компаний на основании 500 000 проданных копий в США.
Альбом получил преимущественно положительные отзывы музыкальных критиков. Обозреватель Entertainment Weekly Джозеф Вудард охарактеризовал его как «потрясающее, чарующе сложенное и жёсткое проявление виртуозных рифм и раскручивания историй». Рецензент NME Деле Фаделе похвалил запись за то, что она показала «продолжающуюся жизнеспособность хип-хопа как формы искусства», и назвал песни «психоделическим опытом без наркотиков, в которых большую роль играют дозвуковые басы и странно звучащие биты». Роб Шеффилд из Rolling Stone предположил, что «зрелая, совершенная приятность» альбома «доказывает, что у Tribe всё ещё есть способности — им просто не хватает острых ощущений». В отрицательном отзыве для журнала Spin Тим Хаслетт выразил мнение, что спонтанность, сделавшая The Low End Theory «большой забавой», оказалась «заменена блестящей патиной и вялой серьёзностью в стиле Джорджа Бенсона, из-за чего запись кажется задуманной и выполненной за столом переговоров крупного лейбла».
Критик AllMusic Стивен Томас Эрлевайн отметил, что «можно получить массу удовольствия от внимательного прослушивания» альбома и, несмотря на тему любви, «общее воздействие вполне напоминает» Beats, Rhymes and Life. По мнению Нейтана Рабина из The A.V. Club, хотя запись не так податлива, как первые три альбома Tribe, она по-прежнему достаточно солидна, чтобы выдерживать повторные прослушивания.
В 1999 году The Love Movement номинировался на премию «Грэмми» за лучший рэп-альбом.

## Список композиций
| №                   | Название                                                                    | Автор(ы)                                                                                                  | Длительность |
| ------------------- | --------------------------------------------------------------------------- | --- | ------------ |
| 1.                  | «Start It Up»                                                               | Камаль Фарид, Али Шахид Мухаммад, Малик Тейлор, Джеймс Йенси                                              | 3:18         |
| 2.                  | «Find a Way»                                                                | Фарид, Мухаммад, Тейлор, Йенси                                                                            | 3:23         |
| 3.                  | «Da Booty»                                                                  | Фарид, Мухаммад, Тейлор, Йенси                                                                            | 3:20         |
| 4.                  | «Steppin’ It Up» (при участии Басты Раймса и Редмана)                       | Фарид, Мухаммад, Тейлор, Йенси, Тревор Смит — младший, Реджи Нобл                                         | 3:21         |
| 5.                  | «Like It Like That»                                                         | Фарид, Мухаммад, Тейлор                                                                                   | 2:46         |
| 6.                  | «Common Ground (Get It Goin’ On)»                                           | Фарид, Мухаммад, Тейлор                                                                                   | 2:49         |
| 7.                  | «4 Moms» (при участии Чалмерса Алфорда)                                     | Фарид, Мухаммад, Тейлор, Йенси                                                                            | 1:49         |
| 8.                  | «His Name Is Mutty Ranks»                                                   | Фарид, Мухаммад, Тейлор, Йенси                                                                            | 1:56         |
| 9.                  | «Give Me» (при участии Noreaga)                                             | Фарид, Мухаммад, Тейлор, Виктор Сантьяго — младший (Noreaga), Даллас Остин                                | 3:52         |
| 10.                 | «Pad & Pen» (при участии D-Life)                                            | Фарид, Мухаммад, Тейлор                                                                                   | 3:23         |
| 11.                 | «Busta’s Lament»                                                            | Фарид, Мухаммад, Тейлор, Йенси                                                                            | 2:38         |
| 12.                 | «Hot 4 U»                                                                   | Фарид, Мухаммад, Тейлор                                                                                   | 3:15         |
| 13.                 | «Against the World»                                                         | Фарид, Мухаммад, Тейлор, Йенси                                                                            | 3:58         |
| 14.                 | «The Love»                                                                  | Фарид, Мухаммад, Тейлор                                                                                   | 4:02         |
| 15.                 | «Rock Rock Y’all» (при участии Панчлайна, Джейн Доу, Wordsworth и Мос Дефа) | Фарид, Мухаммад, Тейлор, Рашан Труэлл (Панчлайн), Латания Моррис, Винсон Джонсон (Wordsworth), Данте Смит | 4:17         |
| Общая длительность: | Общая длительность:                                                         | Общая длительность:                                                                                       | 48:10        |

| №                   | Название                                                              | Автор(ы)                                                                                       | Длительность |
| ------------------- | --------------------------------------------------------------------- | ---------------------------------------------------------------------------------------------- | ------------ |
| 16.                 | «Scenario (Remix)» (при участии Кид Худа и Leaders of the New School) | Фарид, Мухаммад, Тейлор, Трой Холл, Брайан Хиггинс, Джеймс Джексон, Шелдон Скотт, Смит-младший | 5:17         |
| 17.                 | «Money Maker»                                                         | Фарид, Мухаммад, Тейлор                                                                        | 4:22         |
| 18.                 | «Hot Sex»                                                             | Фарид, Мухаммад, Тейлор                                                                        | 2:45         |
| 19.                 | «Oh My God (Remix)»                                                   | Фарид, Мухаммад, Тейлор                                                                        | 4:01         |
| 20.                 | «Jazz (We’ve Got) (Re-Recording Radio)»                               | Фарид, Мухаммад, Тейлор                                                                        | 4:18         |
| 21.                 | «One Two Shit» (при участии Басты Раймса)                             | Фарид, Мухаммад, Тейлор, Смит-младший                                                          | 4:31         |
| Общая длительность: | Общая длительность:                                                   | Общая длительность:                                                                            | 73:44        |

## Участники записи
| A Tribe Called Quest - Q-Tip — вокал, композитор - Phife Dawg — вокал, композитор - Али Шахид Мухаммад — диджей, композитор | Другие участники - Баста Раймс — вокал - Редман — вокал - Чалмерс Алфорд — гитара («4 Moms») - Noreaga — вокал - D-Life — вокал - Панчлайн — вокал - Джейн Доу — вокал - Wordsworth — вокал - Мос Деф — вокал - Джеймс Йенси — композитор - Дэвид Кеннеди — звукоинжинер, сведение - Том Койн — мастеринг |

## Чарты и сертификации
| Чарт (1998)                            | Высшая позиция |
| -------------------------------------- | -------------- |
| Канада (Canadian Albums Chart)         | 2              |
| Франция (SNEP)                         | 40             |
| Германия (Offizielle Top 100)          | 36             |
| Швеция (Sverigetopplistan)             | 45             |
| Великобритания (UK Albums Chart)       | 38             |
| США (Billboard 200)                    | 3              |
| США (Billboard Top R&B/Hip-Hop Albums) | 3              |

| Чарт (1998)                            | Высшая позиция |
| -------------------------------------- | -------------- |
| США (Billboard 200)                    | 187            |
| США (Billboard Top R&B/Hip-Hop Albums) | 77             |

| Страна                                                      | Сертификация | Продажи   |
| ----------------------------------------------------------- | ------------ | --------- |
| Канада                                                      | золотой      | 50 000 ^  |
| США                                                         | золотой      | 500 000 ^ |
| ^ Данные о тиражах приведены только на основе сертификации. |              |           |